# Барон Фицуолтер
Барон Фицуолтер — старинный наследственный титул в системе Пэрства Англии, созданный в 1295 году.

## История
Титул барона Фицуолтера был создан 24 июня 1295 года для Роберта Фицуолтера (1247—1326) с правом наследования по мужской и женской линиям. Правнук Роберта Уолтер Фицуолтер, 4-й барон Фицуолтер (1345—1386), был адмиралом британского флота. В 1431 году, после смерти Уолтера Фицуолтера, 7-го барона Фицуолтера (1401—1431), баронский титул унаследовала его единственная дочь и наследница Элизабет (1430—1485), жена Джона Рэдклиффа. Её сын, Джон Рэдклифф, 9-й барон Фицуолтер (1452—1496), был лишен титула за государственную измену в 1495 году. Его сын Роберт Рэдклифф, 10-й барон Фицуолтер (ок. 1483—1542), в 1509 году получил помилование от парламента, а затем служил в качестве лорда-лейтенанта Ланкашира (1537—1542). Для него были созданы титулы виконта Фицуолтера (1525) и графа Сассекса (1529). Его внук, Томас Рэдклифф, 3-й граф Сассекс (1525—1583), был вызван в Палату лордов в 1553 году в качестве барона Фицуолтера. Лорд Сассекс также служил капитаном почётного корпуса джентльменов (1553—1558), заместителем лейтенанта Ирландии (1556—1558, 1559—1560), лордом-лейтенантом Ирландии (1560—1565), лордом-камергером (1572—1585), лордом-лейтенантом Норфолка (1557—1559) и Саффолка (1557—1583). Его преемником стал его младший брат, Генри Рэдклифф, 4-й граф Саффолк (ок. 1530—1593). Ранее он представлял Молдон, Гэмпшир и Портсмут в Палате общин, а также служил в качестве лорда-лейтенанта Гэмпшира (1585—1593). Ему наследовал его единственный сын, Роберт Рэдклифф, 5-й граф Сассекс (1573—1629). Он был лордом-лейтенантом Эссекса (1603—1629).
После его смерти в 1629 году титулы барона Фицуолтера и графа Сассекса были разделены. Титулы виконта Фицуолтера и графа Сассекса унаследовал его кузен, Эдвард Рэдклифф, 6-й граф Сассекс (ок. 1559—1643). Ранее он заседал в Палате общин от Питерсфилда (1586—1587), Бедфордшира (1588—1589, 1597—1611) и Портсмута (1593—1594). Баронский титул получил генерал Генри Майлдмэй, де-юре 15-й барон Фицуолтер (ок. 1585—1654). Он был потомком леди Фрэнсис Майлдмэй (умер в 1602), единственной дочери 2-го графа Сассекса. Он претендовал на баронский титул в 1641 и 1645 годах, но безуспешно и никогда не был вызван в Палату лордов. Его внук, Генри Майлдмэй, де-юре 16-й барон Фицуолтер (умер в 1662), в 1660 году был признан в качестве барона. Его младший брат, Бенджамин Майлдмэй, де-юре 17-й барон Фицуолтер (1646—1679), успешно ходатайствовал на пэрство в 1667 году и был вызван в Палату лордов в качестве 17-го барона Фицуолтера. В 1730 году его младший сын, Бенджамин Майлдмэй, 19-й барон Фицуолтер (1672—1756), получил титулы виконта Харвича в графстве Эссекс и графа Фицуолтера (Пэрство Великобритании). Лорд Фицуолтер позже служил председателем совета по торговле (1735—1737), казначеем Хаусхолда (1737—1755) и лордом-лейтенантом Эссекса (1741—1756).
Тем не менее, после его смерти в 1756 году титулы виконта Харвича и графа Фицуолтера угасли, а титул барона Фицуолтера оказался в состоянии ожидания. На него претендовали дочери леди Мэри Майлдмэй, единственной сестры 16-го и 17-го баронов. Титул бездействовал в течение 168 лет. 30 сентября 1924 года баронский титул получил (после ходатайства в Палате лордов) Генри Фицуолтер Пламптре (1860—1932), который стал 20-м бароном Фицуолтером. Он был сыном Джона Бриджеса Пламптре и внуком Элеоноры, жены преподобного Генри Вестерна Пламптре и дочери сэра Уильяма Брука Бриджеса, 4-го баронета из Гуднестона, потомка вышеупомянутой Мэри, сестры 16-го и 17-го баронов. Старший сын сэра Брука Уильяма Бриджеса, сэр Брук Уильям Бриджес, 5-й баронет из Гуднестона, безуспешно претендовал на баронство в 1842 году, но вместо этого для него был создан титул барона Фицуолтера из Вудхэм Уолтера в графстве Эссекс, в 1868 году.
20-й барон Фицуолтер скончался бездетным в 1932 году, после чего баронский титул вновь оказался в состоянии ожидания. В 1953 году баронский титул получил Фицуолтер Брук Пламптре, 21-й барон Фиццуолтер (1914—2004). Он был сыном Джорджа Бересфорда Пламптре, младшего брата 20-го барона. По состоянию на 2013 год носителем титула являлся его сын, Джулиан Брук Пламптре, 22-й барон Фицуолтер (родился в 1952), сменивший своего отца в 2004 году.
Семейная резиденция — Гуднстон-парк в Дувре. Дом был построен в 1704 году сэром Бруком Бриджесом, 1-м баронетом из Гуднестона (1679—1728). Дом перешел к семье Пламптре после брака вышеупомянутой Элеонор Бриджес, дочери сэра Брука Уильяма Бриджеса, 4-го баронета из Гуднестона (1767—1829), с преподобным Генри Вестерном Пламптре, чей сын Джон Бриджес Пламптре унаследовал титул последнего баронета Бриджеса из Гуднестона в 1899 году.

## Бароны Фицуолтер (1295)
- 1295—1325: Роберт Фицуолтер, 1-й барон Фицуолтер (1247 — 18 января 1325), единственный сын сэра Уолтера Фицроберта, внук Роберта Фиц-Уолтера[1]
- 1325—1328: Роберт Фицуолтер, 2-й барон Фицуолтер (ок. 1297 — 6 мая 1328), единственный сын предыдущего от второго брака[2]
- 1328—1361: Джон Фицуолтер, 3-й барон Фицуолтер (ок. 1328 — 18 октября 1361), сын предыдущего[3]
- 1361—1386: Уолтер Фицуолтер, 4-й барон Фицуолтер (31 мая 1345 — 26 сентября 1386), единственный сын предыдущего[4]
- 1386—1406: Уолтер Фицуолтер, 5-й барон Фицуолтер (5 сентября 1368 — 16 мая 1406), сын предыдущего[5]
- 1406—1415: Хамфри Фицуолтер, 6-й барон Фицуолтер (18 октября 1398 — 1 сентября 1415), старший сын предыдущего[6]
- 1415—1431: Уолтер Фицуолтер, 7-й барон Фицуолтер (22 июня 1401 — 25 ноября 1431), младший брат предыдущего[7]
- 1431—1485: Элизабет Рэдклифф, 8-я баронесса Фицуолтер (28 июля 1430—1485), единственная дочь предыдущего, жена Джона Рэдклиффа (ум. 1461)[8]
- 1485—1496: Джон Рэдклифф, 9-й барон Фицуолтер (1 января 1452 — 24 ноября 1496), единственный сын предыдущих[9]
- 1506—1542: Роберт Рэдклифф, 10-й барон Фицуолтер (ок. 1483 — 27 ноября 1542), единственный сын предыдущего от второго брака. С 1529 года граф Сассекс[10].

## Графы Сассекс (1529)
- 1529—1542: Роберт Рэдклифф, 1-й граф Сассекс, 10-й барон Фицуолтер (около 1483 — 27 ноября 1542), второй сын Джона Рэдклиффа, 9-го барона Фицуолтера[10]
- 1542—1557: Генри Рэдклифф, 2-й граф Сассекс, 11-й барон Фицуолтер (около 1506 — 17 февраля 1557), старший сын предыдущего от первого брака[11]
- 1557—1583: Томас Рэдклифф, 3-й граф Сассекс, 12-й барон Фицуолтер (около 1525 — 9 июня 1583), старший сын предыдущего от первого брака[12]
- 1583—1593: Генри Рэдклифф, 4-й граф Сассекс, 13-й барон Фицуолтер (около 1530 — 14 декабря 1593), младший брат предыдущего[13]
- 1593—1629: Роберт Рэдклифф, 5-й граф Сассекс, 14-й барон Фицуолтер (12 июня 1573 — 22 сентября 1629), единственный сын предыдущего. С 1629 года баронский титул в состоянии ожидания[14]
- 1629—1643: Эдвард Рэдклифф, 6-й граф Сассекс[англ.] (около 1559 — август 1643), единственный сын сэра Хамфри Рэдклиффа (ум. 1566), внук Роберта Рэдклиффа, 1-го графа Сассекса[15].

## Бароны Фицуолтер (продолжение креации 1295 года)
- 1643—1654: Генри Майлдмэй, де-юре 15-й барон Фицуолтер (ок. 1585—1654), второй сын сэра Томаса Майлдмэя (ум. 1608) и леди Фрэнсис Рэдклифф, единственной дочери 2-го графа Сассекса[16]
- 1654—1662: Генри Майлдмэй, де-юре 16-й барон Фицуолтер (ум. март 1662), старший сын Роберта Майлдмэя (ум. 1646), внук сэра Генри Майлдмэя, де-юре 15-го барона Фицуолтера[17]
- 1662—1679: Бенджамин Майлдмэй, 17-й барон Фицуолтер (ок. 1646 — 1 июня 1679), младший сын Роберта Майлдмэя (ум. 1646), внук сэра Генри Майлдмэя, де-юре 15-го барона Фицуолтера. В 1667 году был признан в качестве 17-го барона[18]
- 1679—1728: Чарльз Майлдмэй, 18-й барон Фицуолтер (31 августа 1670 — 16 февраля 1728), старший сын предыдущего[19]
- 1728—1756: Бенджамин Мидлдмэй, 19-й барон Фицуолтер[англ.] (27 декабря 1672 — 29 февраля 1756), младший брат предыдущего, граф Фицуолтер с 1730 года[20].

## Графы Фицуолтер (1730)
- 1730—1756: Бенджамин Милдмэй, 1-й граф Фицуолтер, 19-й барон Фицуолтер[англ.] (27 декабря 1672 — 29 февраля 1756), второй сын Бенджамина Майлдмэя, 17-го барона Фицуолтера[20]. С 1756 года титул в состоянии ожидания.

## Бароны Фицуолтер (продолжение креации 1295 года)
- 1924—1932: Генри Фицуолтер Пламптре, 20-й барон Фицуолтер (12 декабря 1860 — 12 сентября 1932), второй сын Джона Бриджеса Пламптре (1832—1888). С 1932 года титул в состоянии ожидания[21]
- 1953—2004: Фицуолтер Брук Пламптре, 21-й барон Фицуолтер (15 января 1914 — 14 октября 2004), старший сын Джорджа Бересфорда Пламптре (1869—1934), племянник предыдущего[22]
- 2004 — настоящее время: Джулиан Брук Пламптре, 22-й барон Фицуолтер (род. 18 октября 1952), старший сын предыдущего[23]
  - Наследник титула: достопочтенный Эдвард Брук Пламптре (род. 26 апреля 1989), старший сын предыдущего[24].

## Бароны Фицуолтер (1868)
- См. Баронеты Бриджес из Гуднестона[англ.]